# 洞庭湖大桥
洞庭湖大桥是一座位于中国湖南省岳阳市、横跨洞庭湖北部的桥梁。洞庭湖大桥建成于2000年，桥面高52米，主桥长5747.82米，全长10174米，是中国目前最长的内河公路桥，同时也是中国第一座三塔双索面斜拉大桥。
洞庭湖大桥连通 107国道、京珠高速公路和湖南306省道，优化了交通网络绪构，发展了区域经济。